# بني امحمد (برارحة)
بني امحمد هي إحدى مشيخات المملكة المغربية، تتبع جغرافيا لإقليم تازة وإداريًا لبرارحة. يقدر عدد سكانها بـ 14464 نسمة حسب الإحصاء الرسمي للسكان والسكنى لسنة 2004.